# Phaltan
Phaltan è una città dell'India di 50.798 abitanti, situata nel distretto di Satara, nello stato federato del Maharashtra. In base al numero di abitanti la città rientra nella classe II (da 50.000 a 99.999 persone).

## Geografia fisica
La città è situata a 17° 58' 60 N e 74° 25' 60 E e ha un'altitudine di 567 m s.l.m..

## Società

### Evoluzione demografica
Al censimento del 2001 la popolazione di Phaltan assommava a 50.798 persone, delle quali 25.961 maschi e 24.837 femmine. I bambini di età inferiore o uguale ai sei anni assommavano a 5.854, dei quali 3.115 maschi e 2.739 femmine. Infine, coloro che erano in grado di saper almeno leggere e scrivere erano 38.153, dei quali 20.884 maschi e 17.269 femmine.